# Abbazia di Hailes

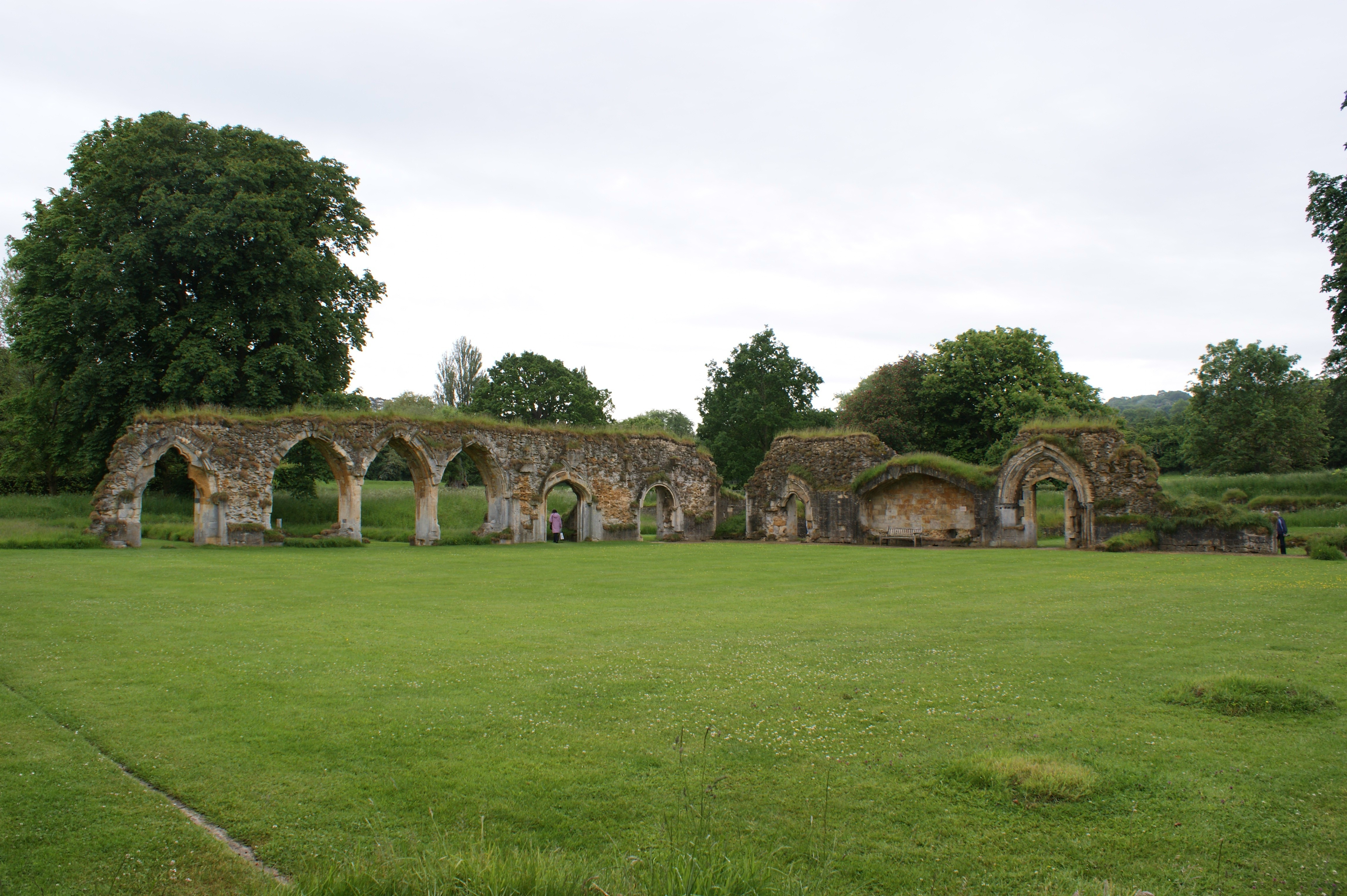
Rovine dell'abbazia di Hailes

L'abbazia di Hailes (in inglese Hailes Abbey) è un'ex-abbazia cistercense in rovina del villaggio inglese di Hailes (parrocchia civile di Stanway), nel Gloucestershire (Inghilterra sud-occidentale): costruita tra il 1246 e il 1251 per volere di Riccardo, conte di Cornovaglia, rappresentò una dele principali mete di pellegrinaggio nel Medioevo in Inghilterra.
Il sito è classificato come monumento di primo grado  ed è gestito dall'English Heritage. 

## Storia
Riccardo di Cornovaglia, secondo figlio di re Giovanni, fece costruire l'abbazia probabilmente dopo essere sopravvissuto una tempesta in mare, durante la quale avrebbe fatto un voto che consisteva nella realizzazione di un edificio religioso. In seguito a questo evento, acquisì la proprietà della tenuta di Hailes e iniziò la costruzione con l'aiuto di venti monaci cistercensi e dieci fratelli laici guidati dal priore Giordano provenienti dall'abbazia di Beaulieu, dalla quale erano partiti il 15 giugno 1246.
Per la costruzione dell'abbazia, che durò cinque anni, Riccardo di Cornovaglia investì la somma di 10.000 marchi, il corrispondente di circa 6.600 sterline.  All'inaugurazione, che ebbe luogo nel novembre del 1251, presenziarono Enrico III d'Inghilterra, la regina Eleonora di Provenza e tredici vescovi.
L'edificio occupava un'area di circa 40 metri quadrati. L'area dell'abbazia venne fin da subito utilizzata anche come luogo di sepoltura per i familiari del suo fondatore, Riccardo di Cornovaglia: egli stesso venne in seguito sepolto presso l'abbazia di Hailes, così come la sua seconda moglie, Sanchia di Provenza e tre dei suoi figli.
Intorno al 1270, venne ampliata l'area orientale dell'abbazia.
A partire dal 1270, l'abbazia acquisì la nomea di conservare delle reliquie con il sangue di Cristo, nomea citata anche nei Canterbury Tales: la reliquia era stata acquisita da Edmondo, figlio di Riccardo di Cornovaglia, nel 1268 e parte di essa venne donata all'abbazia di Hailes due anni dopo.  La reliquia giunse a Hailes il 14 settembre 1270, giorno della festa della Santa Croce.
Per la conservazione della reliquia, venne ricostruita l'ala orientale dell'abbazia: i lavori terminarono nel 1277, dopodiché la preziosa reliquia venne posta in un tabernacolo dietro l'altare principale.
Grazie alla reliquia del sangue di Cristo, l'abbazia di Hailes una delle mete religiose della Gran Bretagna più frequentate dai pellegrini. I frequenti pellegrinaggi indussero inoltre il priore di Hailes a far costruire anche un albergo in loco.
Dopo la morte di Edmondo, avvenuta nel 1300, l'abbazia perse il suo principale finanziatore e l'abbazia ebbe dei seri problemi economici, tanto che i monaci si rivolsero nel 1325 al vescovo di Worcester, lamentando l'incompletezza della struttura e l'impossibilità di garantire così l'ospitalità ai pellegrini.
In seguito, tra il 1348 e il 1349, anni in cui l'Inghilterra fu colpita dalla pestilenza, anche l'abbazia di Hailes subì gravi perdite (perirono circa due terzi dei suoi ospiti). L'abbazia fu quindi decimata dal ritorno dell'epidemia nel 1361.
I problemi economici dell'abbazia perdurano anche nel corso del XV secolo, in particolar modo  dopo il furto avvenuto nella notte del 16 dicembre 1402, durante la quale dei ladri prelevarono dal tabernacolo contenente il sangue di Cristo la somma di circa 1.000 marchi (il corrispondente di 660 sterline). Lo stesso Henry Alcestre, che era stato eletto abata nel 1397, nel 1412 venne ritenuto responsabile della caduta in rovina dell'edificio e dei debiti accumulati dell'abbazia, che ammontavano al corrispondente di oltre 600 sterline; in seguito, le entrate dell'abbazia, che all'epoca ospitava 22 monaci, erano state ridotte al corrispondente di circa 100 sterline all'anno, una cifra insufficiente per il suo sostentamento.
In soccorso all'abbazia di Hailes venne l'antipapa Giovanni XXIII, che garantì delle donazioni ai monaci e dei privilegi ai pellegrini che la visitavano. Inoltre, grazie alle donazioni da parte dei pellegrini, sempre nel corso del XV secolo, fu possibile la ricostruzione del chiostro e l'abbazia conobbe un periodo di grande prosperità nel corso del secolo successivo, quando l'élite della società Tudor venne ammessa nella confraternita dell'abbazia.
L'ultimo abate dell'abbazia di Hailes fu Stephen Sagar, eletto nel 1527.
L'abbazia di Hailes venne quindi demolita la vigilia di Natale del 1539 in seno alla dissoluzione dei monasteri voluta da Enrico VIII d'Inghilterra. Nel frattempo, anche la reliquia contenente il presunto sangue di Cristo, considerato un semplice miscuglio di miele e zafferano, era stata distrutta nel 1538.
Negli anni venti del XX secolo, venne realizzato all'interno dell'ex-abbazia un museo su iniziativa del fisico James Kingston Fowler.